# Hulei
Hulei (kinesiska: 湖雷) är en köping i sydöstra Kina. Den ligger i stadsdistriktet Yongding i staden Longyan i provinsen Fujian, omkring 290 kilometer sydväst om provinshuvudstaden Fuzhou. Antalet invånare är 21 163. Befolkningen består av 10 140 kvinnor och 11 023 män. Barn under 15 år utgör 17,0 %, vuxna 15-64 år 68 %, och äldre över 65 år 13,0 %.